# 台湾豆兰
台湾豆兰（学名：Bulbophyllum formosanum）为兰科豆兰属下的一个种。

## 扩展阅读
- 維基物種上的相關：台湾豆兰